# Si quieres verme llorar
"Si Quieres Verme Llorar" é uma canção interpretada pela atriz e cantora mexicana Lucero. Foi lançada como o quinto e último single do álbum Enamorada con Banda no dia 15 de Abril de 2017.

## Informações
"Si Quieres Verme Llorar" é uma canção do gênero banda e tem duração de três minutos e quinze segundos. Foi escrita por Johnny Herrera e já foi gravada pelos cantores como Lisa Lopez em 1980, por Pedro Fernández, e posteriormente popularizada pela cantora Jenni Rivera para o álbum de mesmo nome lançado em 1999.

## Lançamentos
"Si Quieres Verme Llorar" foi liberado sem muito alarde assim como os singles anteriores do álbum, "Me Gusta Estar Contigo, "¿Por Qué Te Vas?" e "Me Gustas Mucho". Foi lançado no dia 15 de Abril de 2017 nas plataformas digitais iTunes Store e Spotify.

## Videoclipe
O videoclipe da canção foi lançado em 17 de Junho de 2017, através do canal VEVO oficial da artista. Foi gravado durante sua coletiva de imprensa da divulgação do álbum, no Centro Cultural Roberto Cantoral.

## Interpretações ao vivo
No dia 30 de Julho, Lucero interpretou a canção durante o especial  Pase VIP da Univision. No dia 19 de Dezembro, a artista interpretou a canção durante a final da sexta edição de La Voz.. México.

## Formato e duração
- Download digital / streaming

1. "Si Quieres Verme Llorar" – 3:15

## Histórico de lançamentos
| País   | Data                | Formatos                   | Gravadora                               |
| ------ | ------------------- | -------------------------- | --------------------------------------- |
| México | 15 de Abril de 2017 | Download digital streaming | Fonovisa Records Universal Music Latino |